# Provenchères-sur-Fave
Pour les articles homonymes, voir Provenchères et Fave (homonymie).
Provenchères-sur-Fave est une ancienne commune française située dans le département des Vosges, en région Grand Est, devenue, le 1er janvier 2016, une commune déléguée de la commune nouvelle de Provenchères-et-Colroy.
Ses habitants sont appelés les Provenchérois.
Il y a homonymie partielle avec la commune de Provenchères-lès-Darney du même département.
Par arrêté préfectoral du 22 décembre 2015, la commune nouvelle de Provenchères-et-Colroy est créée par la fusion de Provenchères-sur-Fave avec Colroy-la-Grande, conformément aux délibérations des conseils municipaux, respectivement, du 20 novembre 2015. Son siège est fixé à la mairie de Provenchères-sur-Fave.

## Géographie
Comme son nom actuel l'indique, la commune est située à gauche de la rivière de la Fave, un affluent droit de la Meurthe qui localement se grossit des ruisseaux de Saint-Catherine, de la Petite-Fosse et de la Goutte.

### Situation
Les sommets voisins sont relativement éloignés et leurs buttes sommitales de grès triasiques, couvertes de résineux, se détachent particulièrement bien à l'horizon : la montagne Ormont culmine plus à l'ouest à 900 m d'altitude au Sapin Sec mais laisse une pointe avancée, le Spitzemberg à 640 m qui a autrefois porté un château d'observation, contrôlant la vallée, la même bande de terrains gréseux a laissé plus loin la borne isolée du Voyemont à 793 m et le petit plateau surélevé du Climont à 965 m vers le nord-est. Toutefois le territoire communal qui s'étend entre des collines prolongeant le Spitzemberg et la vallée de la Fave ne culmine qu'à 651 mètres d'altitude, au-dessus du hameau des Truches près du vieux chemin rejoignant le vieux pèlerinage de la Grande Fosse.
Traversée par la RN 420, le village de Provenchères est distant de 16 km de Saint-Dié-des-Vosges et de 78 km de Strasbourg par le col de Saales. Le canton est inclus en totalité dans le parc régional des Ballons.
La population se répartit entre le village de Provenchères et les hameaux dont Brafosse.
| La Petite-Fosse | La Grande-Fosse       | Colroy-la-Grande |
| La Petite-Fosse | Provenchères-sur-Fave | Colroy-la-Grande |
| La Petite-Fosse | Lusse                 | Lusse            |

## Toponymie
Provenchères est attesté sous les formes De Provincheriis (XIe siècle) ; Provencheres (1171) ; Bannum de Provoncheres (1172) ; Hodebaldus de Provuncheres (1180) ; Provencheres (1220) ; Hugo, miles, dictus de Provenchieres (1254) ; De Provencheriis (1295) ; Provenchiers (1301) ; Provencheires (1327) ; Pieresson de Prevenchierez (1359) ; By Profenzier (1396) ; Prouvenchieres (1438) ; Provenchiere (1485) ; Provanchiere (1518) ; Provenchieres (1594) ; Provenchere (1751) ; Provencheres-en-Vôge (1779) ; Provincheres (an II) ; Provenchères-en-Vosges (XIXe siècle).

Avec le suffixe -ère, de l’ancien français provanche (« provision, pourvoyance ») avec le sens de « terre prébendière, qui fournit une provende ». Peut-être de l'adjectif neutre du latin, au pluriel, propinquiora « les environs immédiats », traité comme propincarias (terras). Une hypothèse gauloise propose une localisation par rapport à un système d'irrigation, permettant l'aménagement de prairies humides. c'est-à-dire des parcelles de prairies humides, signalant un ensemble de canaux et de vannes, de barrages (passes barrées) et de « mères-royes » (rigoles maîtresses), permettant de gérer l'écoulement de l'eau d'irrigation ou d'inondation vers les « hières » ou parcelles de prairies humides selon les saisons. Les paysans de la vallée de la Fave mentionnaient souvent le vaste aménagement de la Fave, commençant au barrage du pont noir à Provenchères et se terminant entre Remomeix et Sainte-Marguerite.

Provenchères-sur-Fave, peut être identifiée au « Pervincaria » dans le latin des grimoires du XIIIe siècle. Les anciens toponymes prévancher, prévanchères, pervencher, pervanchère(s), provenchère(s)... qualifiant un bois ou un champ, un habitat groupé ou isolé, un village ou un lieu-dit, fréquents dans la France du Nord et de l'Est, seraient issus de ce terme complexe, signalant l'aménagement d'un système d'irrigation en aval, en conséquence défendu à la divagation des troupeaux et aux hommes étrangers à son fonctionnement. Toutefois, dans un cadre gallo-romain, une dénomination comme pervinca pourrait signaler un rétrécissement, une passe plus ou moins étroite, à travers laquelle l'air souffle, l'eau coule ou le voyageur passe. Il est évident que l'aménagement de prairies d'irrigation ne peut se faire dans une vallée trop étroite, par ailleurs bien adaptée à l'installation de barrage avec prises d'eaux, permettant des amenées vers la vallée plus large en contrebas.

Avec l,attraction de l,oil pervenche, l'étymologie du village de Provenchères pourrait être issu du latin pervinca qui signifie le « lieu où croissent des pervenches ».
La Fave est une rivière du Grand Est qui coule dans le département des Vosges.

## Histoire
Le lieu est assurément connu comme un centre d'une grande paroisse au XIIIe siècle. Au début du XIIIe siècle, le seigneur Drouin, homme fort du ban de Provenchères, a rassemblé en une seule entité paroissiale les multiples communautés ou seigneuries qui existaient sur les territoires actuels du Beulay, de Provenchères, de La Petite-Fosse et de La Grande-Fosse, mais aussi apparemment Colroy, Lusse, Lesseux et Combrimont.

### Temps anciens
À cette époque, il est évident que l'entité paroissiale en gestation dépend du Val de Saint-Dié. Pourtant au VIIe siècle, les flancs au nord de l'Ormont, du Spitzemberg et des collines qui les prolongent à l'orient appartiennent au ban de Gondelbert, centré à La Grande Fosse. Les bénédictins de Senones, installés tardivement au XIe siècle, n'ont apparemment jamais pris le contrôle de la totalité du ban saint Gondelbert qu'ils revendiquent par écrit, mais qui s'était profondément morcelé au tournant du millénaire en un grand nombre de bans, formations politiques de taille modeste. Ainsi Saâles, Spitzemberg, Provenchères, Ban-de-Sapt, Senones... promus centres de ban veulent jouer un rôle politique. L'émiettement du pouvoir politique local a favorisé des mainmises et échanges répétés du duc de Lorraine, avoués de Moyenmoutier et Saint-Dié ainsi que des tractations prévaricantes d'officiers ducaux, véritables fonctionnaires rapaces.

Une partie des terres de Provenchères, assurément mises au valeur dès les premiers siècles de l'ère chrétienne, ont été dès le Xe siècle rattachées au domaine du monastère de Saint-Dié, alors simple succursale de Moyenmoutier. C'est ainsi, que par intérêt ducal ou local, le cœur du ban primitif de Gondelbert a été intégré au XIe siècle, sous la seigneurie spirituelle du grand ban de Saint-Dié. Même l'abbaye de Beaupré, puis celle de Bongard, chargées successivement de gérer le domaine de La Grande Fosse et peut-être de restaurer une grandeur perdue au ban primitif de Gondelbert a accepté d'emblée la suprématie du monastère de Saint-Dié, lui-même contrôlé par le prestigieux monastère bénédictin de Moyenmoutier.
Attestant, semble-t-il, un bon rendement du terroir agricole sur la paroisse de Provenchères, les revenus en bleds prennent une place de premier choix dans les importants comptes de la collégiale saint Dié. Les terres capitulaires de Provenchères semblent faire jeu égal avec celles de Mandray. Les chanoines de Saint-Dié y sont apparemment les principaux seigneurs au XIIIe et XIVe siècles. Aussi n'est-ce pas étonnant que la légende rapporte que le village s'est construit sur des terrains défrichés par les moines de Saint-Dié au VIIe siècle. Devenus les seigneurs principaux au XIIIe siècle, les puissants chanoines, seigneurs et financiers, ont survalorisé l'héroïque tâche de prédécesseurs imaginaires, qui ne peuvent que leur avoir légué légitimement ce riche patrimoine.
Après la rapide dépression des années 1350-1390, la population croît lentement jusqu'au XVIe siècle, elle peut être estimée à ua moins entre 400 et 500 habitants.

### Temps modernes
Les guerres du milieu du XVIIe siècle et les invasions des Suédois, alliés aux Français pendant la guerre de Trente Ans, amenèrent la famine et la peste : il y eut beaucoup de morts et de départs, peu de naissances pendant plusieurs décennies. Vers 1660, les six gros hameaux de la paroisse de Provenchères comptent plus de soixante grandes familles, la plupart fort appauvries. En 1700, la paroisse de Provenchères avait environ 180 feux ou foyers fiscaux. Elle a probablement compté entre 800 et 900 habitants dans les années 1760.
Le premier seigneur de Provenchères appartenant à la famille Dolmaire fut noble Paul Ier Dolmaire (1623-1709), aussi seigneur de La Tressonnerie et d’Anould en partie, juge civil et criminel ès sièges bailliager et prévôtal de Saint-Dié dès 1656, maître-échevin en cette ville lors de son mariage, lieutenant particulier en ce bailliage jusqu’à sa mort, qui fit enregistrer « d’argent, à une teste d’ours au naturel, écartelé, fascé et contrefascé d’or et d’azur de huit pièces » en l’Armorial général de Lorraine, dressé en conséquence de l’arrêt du Conseil d’État rendu le 20 novembre 1696. Il avait épousé en 1656 à Saint-Dié damoiselle Marguerite Tabouret de Maxéville, veuve de François L’Escarmoussier (1617-...), adjudant-général de l’armée du duc Charles IV, et fille de Charles Tabouret († avant le 21 mai 1662), seigneur de Maxéville en partie, châtelain et gruyer de Blâmont, et de sa femme dame Élisabeth Fournier (1596-après 1661).
Par arrêté préfectoral du 22 décembre 2015, la commune nouvelle de Provenchères-et-Colroy est créée par la fusion de Provenchères-sur-Fave avec Colroy-la-Grande, conformément aux délibérations des conseils municipaux respectifs du 20 novembre 2015. Son siège est fixé à la mairie de Provenchères-sur-Fave.

### Démographie historique de la commune
En 1839 et 1840, le maire et l'adjoint se nomment respectivement Cendre et Fade. En 1846 et 1848, Saint-Dizier et Joly. En 1859, Saint-Dizier et Fade.

### Promue chef-lieu de canton après l'annexion d'Alsace-Lorraine
Avant la guerre de 1870, Provenchères-en-Vosges n'est qu'une commune du canton de Saales. L'annexion de l'Alsace-Lorraine dissèque le canton de Saales arbitrairement de part en part de la ligne de crête, la commune séparée de son chef-lieu est promue à la tête du canton résiduel. Elle a pris le nom actuel de Provenchères-sur-Fave par un décret de 1881.
En 1877, Provenchères compte 935 habitants, à la grande joie du maire Gaire et de son adjoint Gérard. Un receveur des douanes Gressot, aidé de son commis Watelet surveille la nouvelle frontière.
Provenchères-sur-Fave fut très éprouvée durant les deux conflits mondiaux et a été décorée des Croix de Guerre 14-18 et 39-45La commune a été décorée, le 11 novembre 1948, de la Croix de guerre 1939-1945..

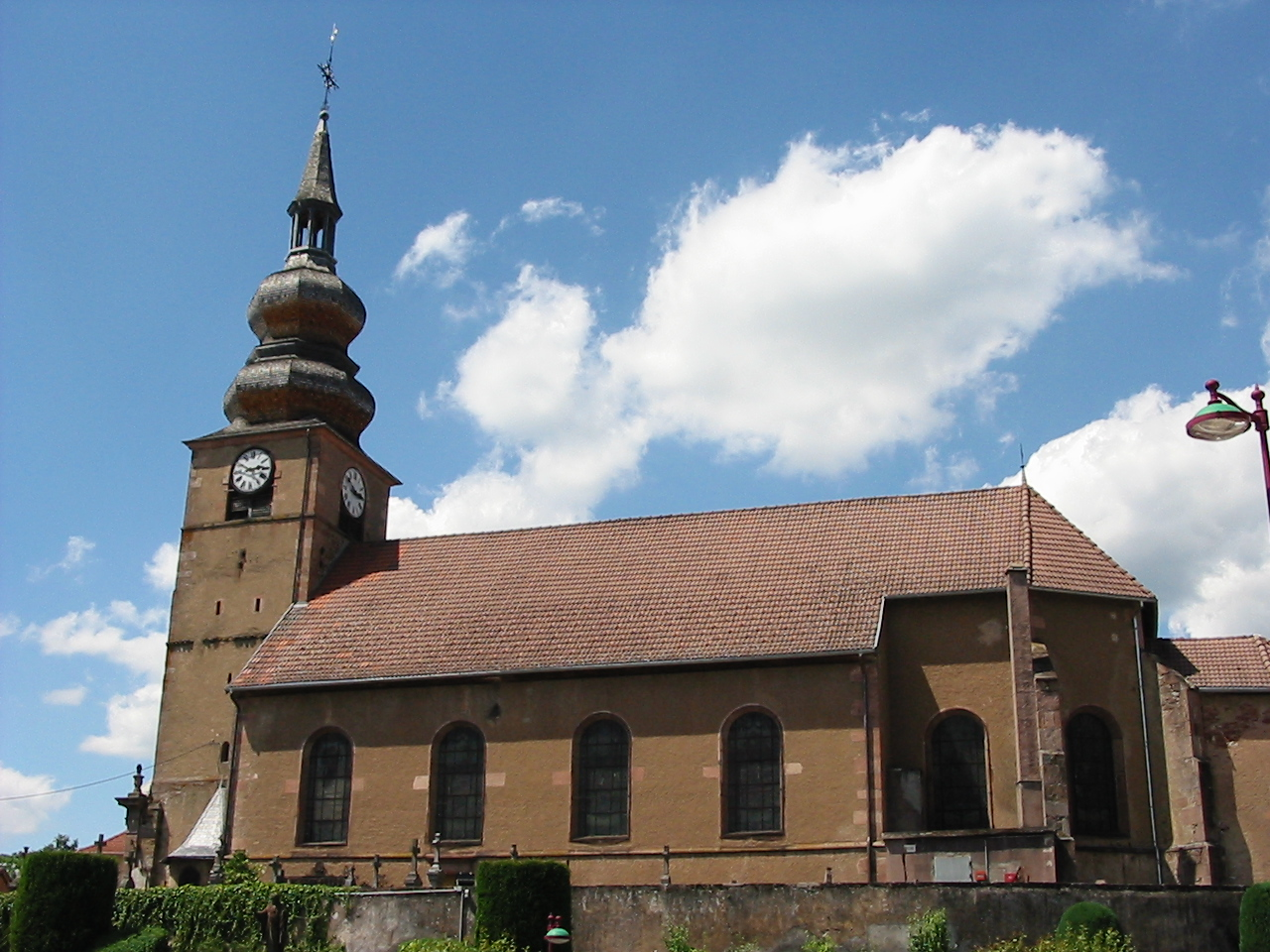
L'église Sainte-Catherine

## Politique et administration

### Budget et fiscalité 2015

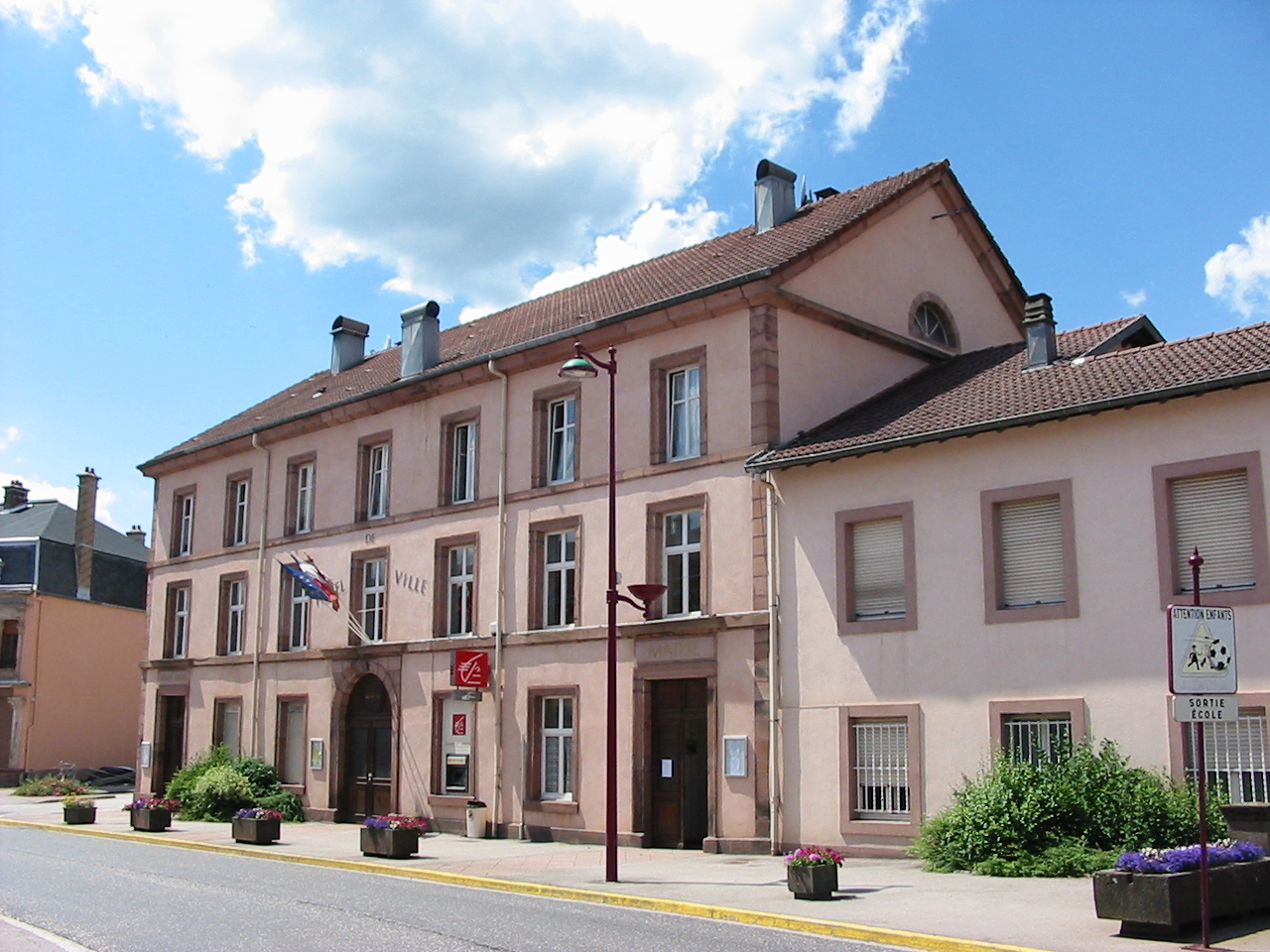
La mairie

En 2015, le budget de la commune était constitué ainsi :
- total des produits de fonctionnement : 710 000 €, soit 781 € par habitant ;
- total des charges de fonctionnement : 478 000 €, soit 525 € par habitant ;
- total des ressources d’investissement : 585 000 €, soit 643 € par habitant ;
- total des emplois d’investissement : 184 000 €, soit 202 € par habitant.
- endettement : 112 000 €, soit 124 € par habitant.

Avec les taux de fiscalité suivants :
- taxe d’habitation : 21,20 % ;
- taxe foncière sur les propriétés bâties : 13,14 % ;
- taxe foncière sur les propriétés non bâties : 19,53 % ;
- taxe additionnelle à la taxe foncière sur les propriétés non bâties : 38,75 % ;
- cotisation foncière des entreprises : 16,49 %.

### Liste des maires
| Période                                  | Période                       | Identité         | Étiquette | Qualité                                                         |
| ---------------------------------------- | ----------------------------- | ---------------- | --------- | --------------------------------------------------------------- |
| Les données manquantes sont à compléter. |                               |                  |           |                                                                 |
| 1977                                     | 1992                          | Armand Miclot    |           | Directeur d'école                                               |
|                                          |                               | René Durand      |           |                                                                 |
|                                          |                               | Adrien Mathis    |           | Boulanger, conseiller général                                   |
|                                          | juin 1995                     | Léopold Humbert  |           |                                                                 |
| juin 1995                                | avril 2010                    | François Schmuck |           | Retraité de l'enseignement, démissionnaire pour raison de santé |
| juin 2010                                | En cours (au 18 février 2015) | Christian Petit  |           | Technicien                                                      |

Steeves brenet  informatien 
Le canton de Provenchères-sur-Fave compte 7 communes pour un total de 2 415 habitants :  Le Beulay, Colroy-la-Grande, La Grande-Fosse, Lubine, Lusse, La Petite-Fosse et Provenchères-sur-Fave. Il coïncide avec la Communauté de communes de la Fave.

## Démographie
L'évolution du nombre d'habitants est connue à travers les recensements de la population effectués dans la commune depuis 1793. À partir du 1er janvier 2009, les populations légales des communes sont publiées annuellement dans le cadre d'un recensement qui repose désormais sur une collecte d'information annuelle, concernant successivement tous les territoires communaux au cours d'une période de cinq ans. 
Pour les communes de moins de 10 000 habitants, une enquête de recensement portant sur toute la population est réalisée tous les cinq ans, les populations légales des années intermédiaires étant quant à elles estimées par interpolation ou extrapolation. Pour la commune, le premier recensement exhaustif entrant dans le cadre du nouveau dispositif a été réalisé en 2008,.
En 2013, la commune comptait 890 habitants, en évolution de +2,3 % par rapport à 2008 (Vosges : −1,74 %, France hors Mayotte : +2,49 %).
| 1793 | 1800 | 1806 | 1821 | 1831 | 1836 | 1841 | 1846 | 1856 |
| ---- | ---- | ---- | ---- | ---- | ---- | ---- | ---- | ---- |
| 388  | 463  | 473  | 545  | 653  | 706  | 741  | 713  | 693  |

| 1861 | 1866 | 1876 | 1881 | 1886 | 1891 | 1896 | 1901 | 1906 |
| ---- | ---- | ---- | ---- | ---- | ---- | ---- | ---- | ---- |
| 810  | 808  | 935  | 918  | 900  | 874  | 910  | 858  | 791  |

| 1911 | 1921 | 1926 | 1931 | 1936 | 1946 | 1954 | 1962 | 1968 |
| ---- | ---- | ---- | ---- | ---- | ---- | ---- | ---- | ---- |
| 771  | 650  | 780  | 787  | 765  | 600  | 640  | 706  | 728  |

| 1975 | 1982 | 1990 | 1999 | 2008 | 2013 | - | - | - |
| ---- | ---- | ---- | ---- | ---- | ---- | - | - | - |
| 761  | 685  | 733  | 755  | 870  | 890  | - | - | - |

## Lieux et monuments

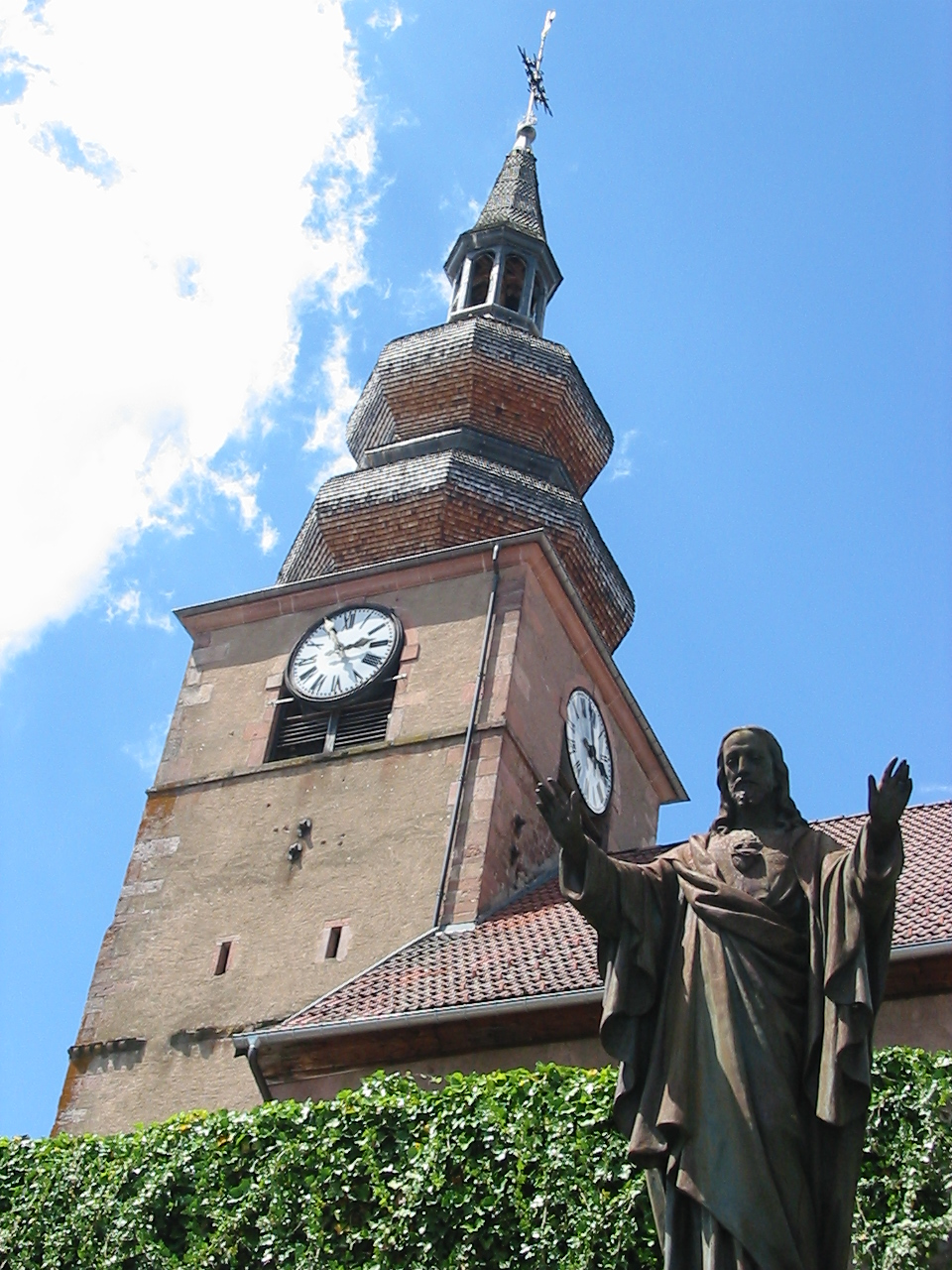
Tour (XIIe siècle) et clocher à bulbe (1712)

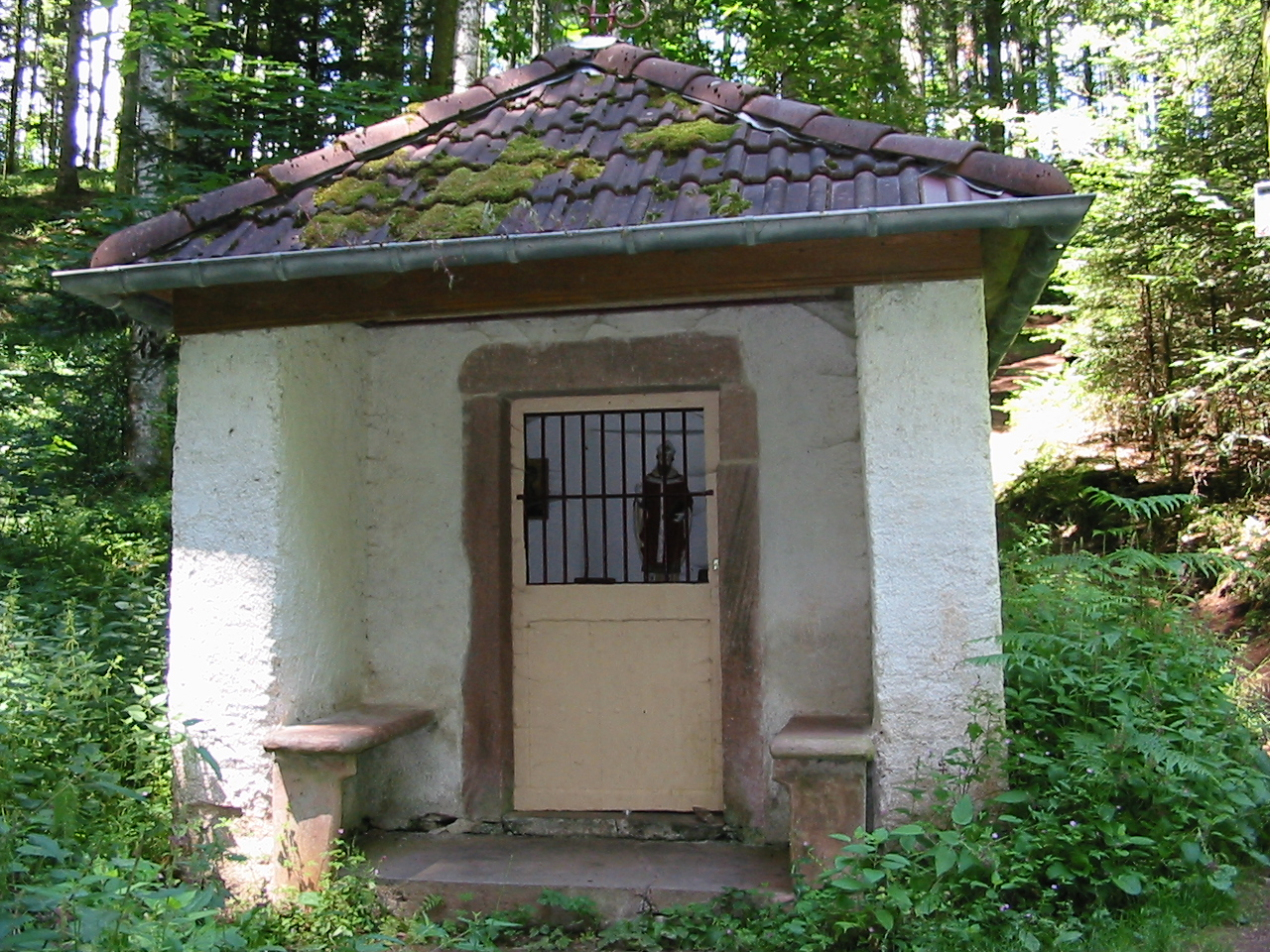
La chapelle Saint-Gondelbert

Patrimoine religieux
- Église Sainte-Catherine[16], de fondation romane, reconstruite au début du XVIIIe siècle. Tour du XIIe siècle surélevée et coiffée d'un bulbe en 1712[17]. Le bulbe a été construit par des charpentiers polonais, amenés par Stanislas 1er, roi de Pologne et Duc de Lorraine.

La tour, dont les trois premiers étages datent du XIIe siècle, est classée au titre des monuments historiques par arrêté du 30 janvier 1995.
Les verrières de 1922 de l'atelier Ott frères de Strasbourg.
L'édifice comporte un orgue construit en 1895 par Henri Didier, reconstruit par François Didier et transformé en 1960 par Alfred Kern,.
Le mécanisme d'horloge de 1869.
- Chapelle Saint Gondelbert, cachée au cœur de la forêt[22].
- Calvaire[23].
- Les monuments commémoratifs[24],[25],[26],[27],[28].

Autres types de patrimoines
- Bornes frontalières de l'Ancien Régime marquant la frontière du duché de Lorraine avec la France et la principauté de Salm[29].
- Bornes frontalières du Traité de Versailles[30].
- Château et maisons fortes[31].
- Ponts : Pont dit pont de la Bonne-Fontaine[32] et pont dit Pont noir[33].
- L'architecture liée à la force hydraulique[34].

## Héraldique
| Blason | Blasonnement : "Écartelé aux 1 et 4 d'argent à une tête d'ours de sable, armée et lampassée de gueules ; aux 2 et 3 fascé et contrefascé d'or et d'azur de trois pièces." Commentaires : Ce sont les armes de la famille Dolmaire de Provenchères, citée dès 1597 à Saint-Dié et anoblie par lettres patentes données le 28 novembre 1632 à Nancy par le duc Charles IV, en la personne de Jean II Dolmaire (1606-1656), garde-du-scel à Saint-Dié, commis du trésor des chartes, maître des requêtes ordinaires et gruyer dudit Saint-Dié, fils d’honnête homme Jean Ier Dolmaire (° ca 1567, † après 1613), gruyer de Son Altesse le duc de Lorraine à La Croix-aux-Mines puis à Saint-Dié en 1612, et de sa femme honnête damoiselle Nicole († après 1614). |

## Économie
- En 1867, sur 727 hectares, 309 étaient en labours, 162 en prés, 175 en bois, 11 en jardins, vergers, chenevières et 1 en friches. Les cultures principales étaient le blé, l'avoine et la pomme de terre. On y trouvait un tissage mécanique avec 664 métiers et 150 ouvriers[36]. Les principaux commerces étaient le bois de construction et le vin.

## Pour approfondir